# Darling Cabaret
Darling cabaret je největší český kabaret, který se nachází v centru Prahy na Novém městě v ulici Ve smečkách. Kabaret byl založen roku 2000. Opírá se o dlouhou historii kabaretů v České republice a momentálně se jedná o jediný stále fungující kabaret s každodenním programem. Na prknech, které znamenají svět se diváci mohou setkat s tradičním kankánem, akrobatickou show, s hadí ženou nebo například brazilskou show a pole dance.

## Historie
Ve 20. století bylo po Praze hned několik kabaretů, ale vlivem nepříznivé politické situace a celkové atmosféře postupně zanikaly. Kankán a další ryze kabaretní show zůstala v České republice na nějaký čas zábavou, na kterou se mohlo vzpomínat jen v televizní revue, nebo knihách.
Ve světe byla ovšem situace jiná. Kabarety přečkaly těžké časy a jeden z nejslavnějších Moulin Rouge funguje dodnes. A právě Moulin Rouge byl jedním z kabaretů, který inspiroval k obnovení kabaretní show v České republice.
Zakladatel Darling Cabaretu cestoval několik let po světe a navštěvoval světoznámé i méně proslulé kabarety. Hledal v nich inspiraci k obnovení kabaretní scény v České republice. V roce 2000 se v centru Prahy podařilo toto znovuobnovení kabaretní scény. Prahou se znovu začala rozléhat tolik známá melodie kankánu a tanečnice v exotických kostýmech baví dodnes návštěvníky z celého světa.
V roce 2010 byl Darling Cabaret zařazen mezi TOP 10 světových kabaretů.
V roce 2015 vyhrál anticenu v soutěži Sexistické prasátečko za svou reklamu umístěnou v pánských pisoárech.

## Baletní soubor
Baletní soubor Darling balet byl založen roku 2005. Za dobu jeho působení se v něm vystřídalo velké množství profesionálních baletek z celé republiky. V tuto chvíli má dvanáct členek, které prošly konkurzem a byly vybrány jako nejlepší z nejlepších. Jedná se o baletky, které vystupovaly v Národním divadle, Státní opeře nebo v Laterně Magice a působily v divadlech po celém světe. Německo, Francie, Japonsko. To je jen malý výčet zemí, kde všude baletky z Darling baletu působily. Některé stále vystupují v muzikálech a jsou často přizvávány k větším baletním performancím do Národního divadla.[zdroj?]
Darling baletní soubor je veden profesionálním učitelem baletu Slávkem Semotamem, který studoval baletní konzervatoř a později se stal kantorem na půdě konzervatoře. Během své kariéry vystřídal jeviště jak po celé České republice, tak ve světě a spolupracoval na tvorbě významných baletních vystoupení ve Francii a Německu. Podílel se také na režírování několika filmů a divadelních představení.
Darling balet, jeho choreografie a kostýmy jsou inspirací pro spousty souborů a tvůrců ze všech sfér uměleckého světa. Darling balet má své vlastní kostýmy, které navrhuje vedoucí baletního souboru společně s Darling Cabaret Fashion. Kostýmy jsou propůjčovány na módní přehlídky a do divadel po celé Evropě. Baletní soubor včetně choreografie a kostýmů byl k vidění například na plese pro Pražskou radnici. Důkazem toho, že soubor má vysoké kvality je i to, že je každoročně zván ke spolupráci.[zdroj?]